# Himmeli

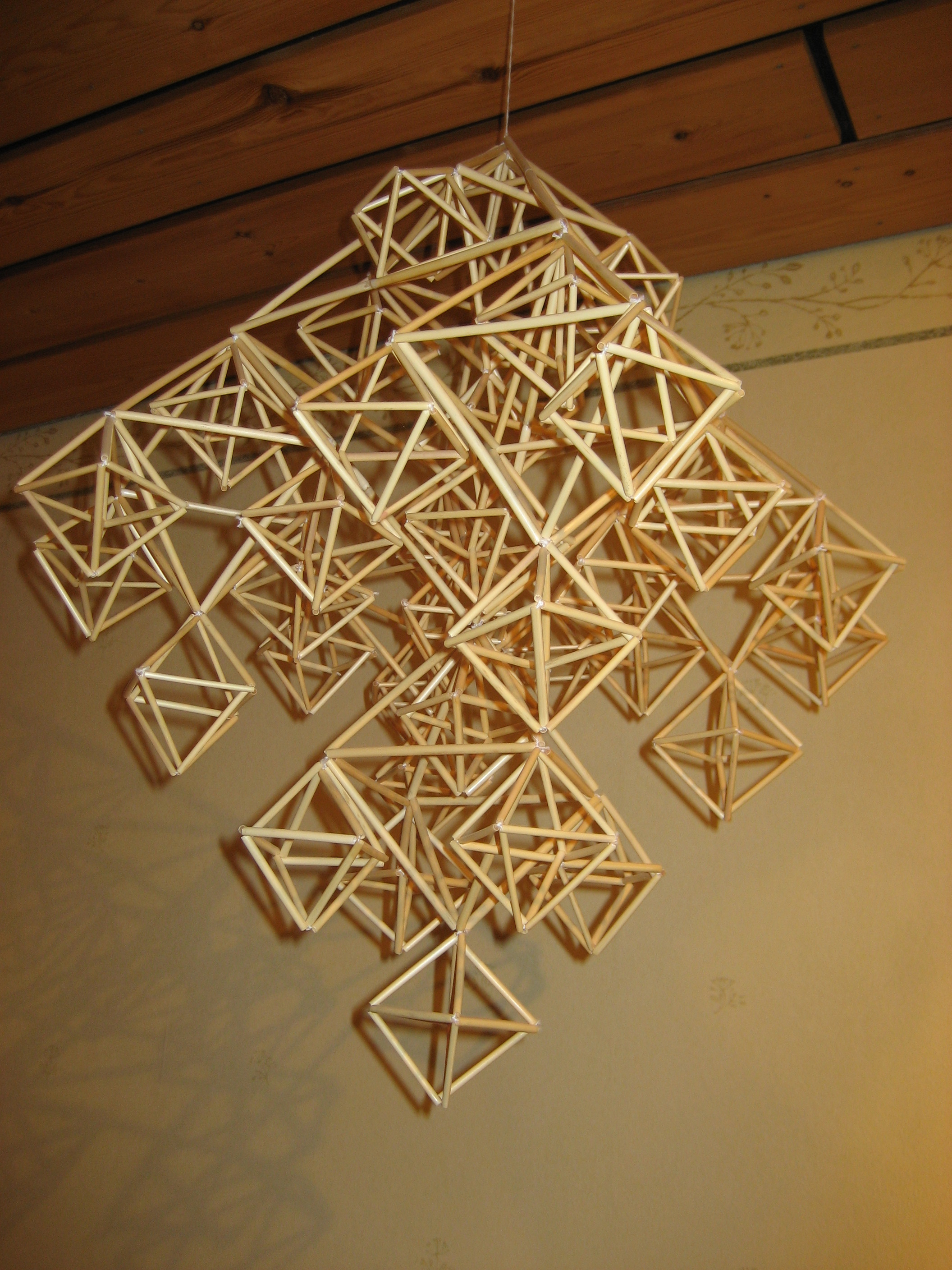
Himmeli

Le Himmeli est une décoration de noël traditionnelle réalisée en paille issue des pays d'Europe du Nord (Finlande, Suède, Norvège, Estonie, Lettonie et Lituanie)

## Description
Il s'agit de mobile pyramidaux parfois complexes réalisés à base de pailles (paille de seigle traditionnellement, on en trouve à présent en laiton ou paille plastique) suspendus au plafond. Ils sont fabriqués durant l'automne et restent accrochés dans les intérieurs jusqu'au printemps, comme ornement de Noël. 

## Origine du mot

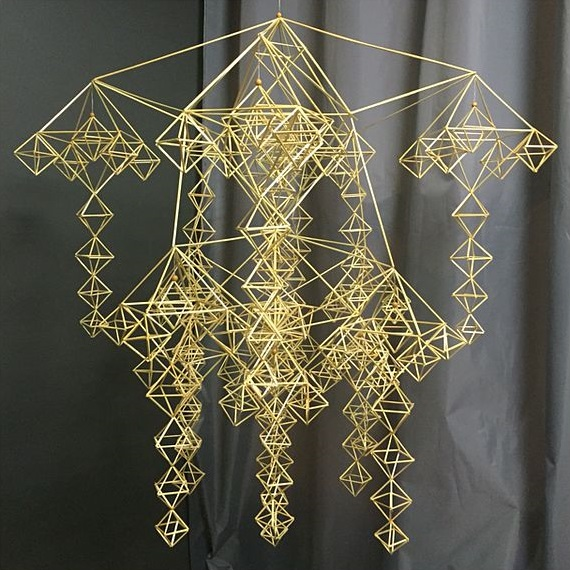
Himmeli lettone – puzuris

Le mot himmeli vient du suédois himmel qui signifie « ciel », « paradis ». C'est une décoration faite de brins de paille attachés ensemble par un fil unique, accrochée au toit de la maison pour Noël. Le Himmeli est réalisé à la main et exige patience et temps. Les décorations peuvent revêtir différentes formes, comme des couronnes, étoiles, maisons... 